# 쓸개동맥
쓸개동맥(cystic artery, bachelor artery) 또는 담낭동맥(膽囊動脈)은 쓸개와 쓸개주머니관으로 산소가 풍부한 혈액을 공급하는 동맥이다.

## 구조
인구의 70% 가량에서 나타나는 가장 흔한 구조는 하나의 쓸개동맥이 쓸개간삼각의 윗부분에서 오른간동맥으로부터 갈라져 나오는 것이다. 오른간동맥으로부터 갈라져 나오는 위치가 더 몸쪽이거나 먼쪽인 것도 정상으로 취급된다.
오른간동맥으로부터 갈라져 나온 후 쓸개동맥은 쓸개주머니관의 위쪽에서 주행하며 2 ~ 4개의 작은 동맥 가지들을 낸다. 이 가지들은 칼로동맥(Calot's arteries)이라고 부르기도 하며 쓸개주머니관 일부와 쓸개목에 혈액을 공급한다. 쓸개목 위쪽에서 쓸개동맥은 얕은가지와 깊은가지로 나누어진다.
- 얕은가지 또는 앞가지는 쓸개 왼쪽 측면의 장막 밑쪽을 지나간다.
- 깊은가지 또는 뒤가지는 쓸개와 쓸개오목 사이를 주행하여 간 표면에 붙어 있는 복막에서 끝난다.

## 임상적 중요성
쓸개절제술을 시행할 때에는 쓸개동맥을 반드시 확인하여 결찰하여야 한다.

## 추가 이미지

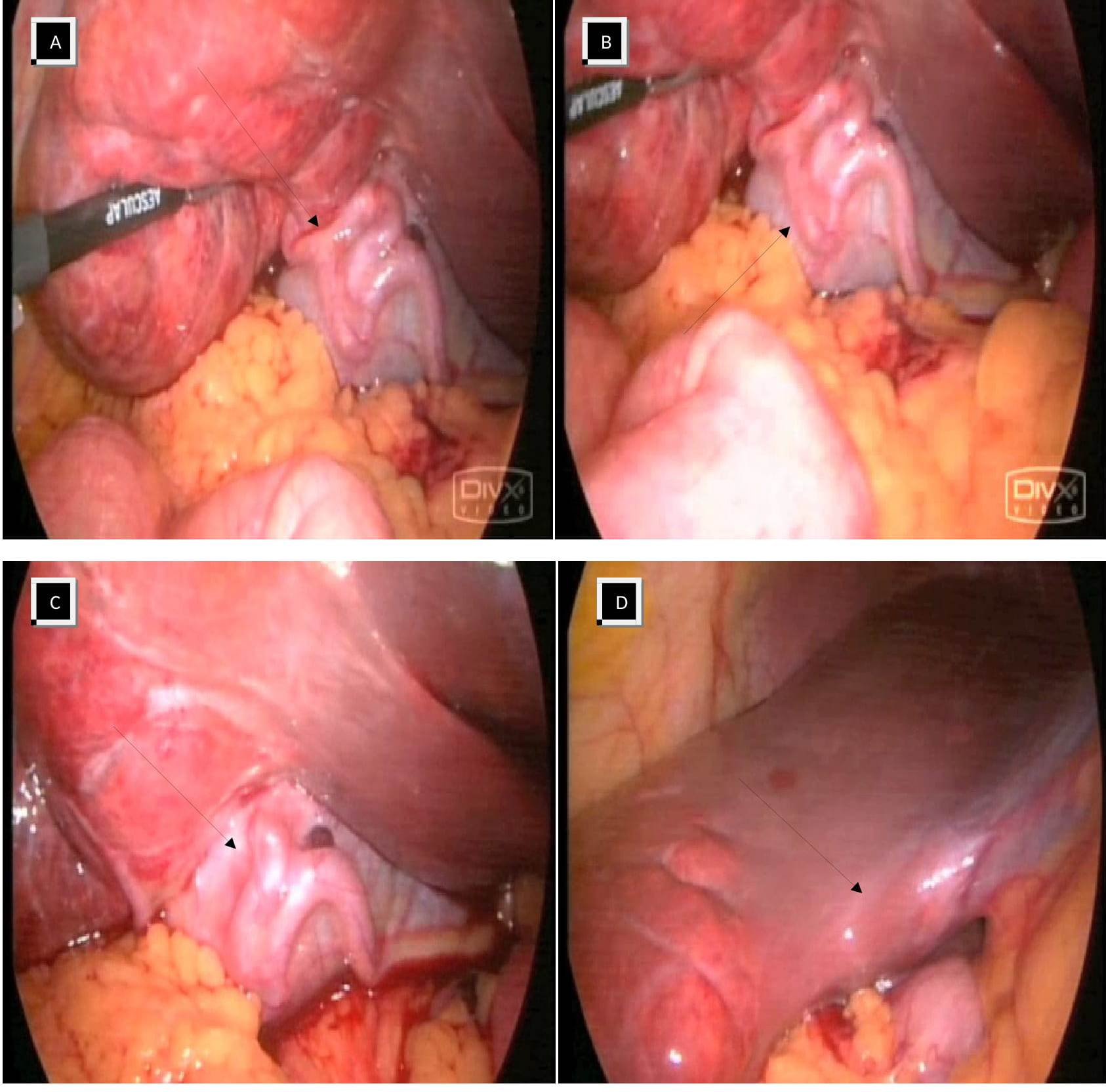
비대해진 쓸개동맥
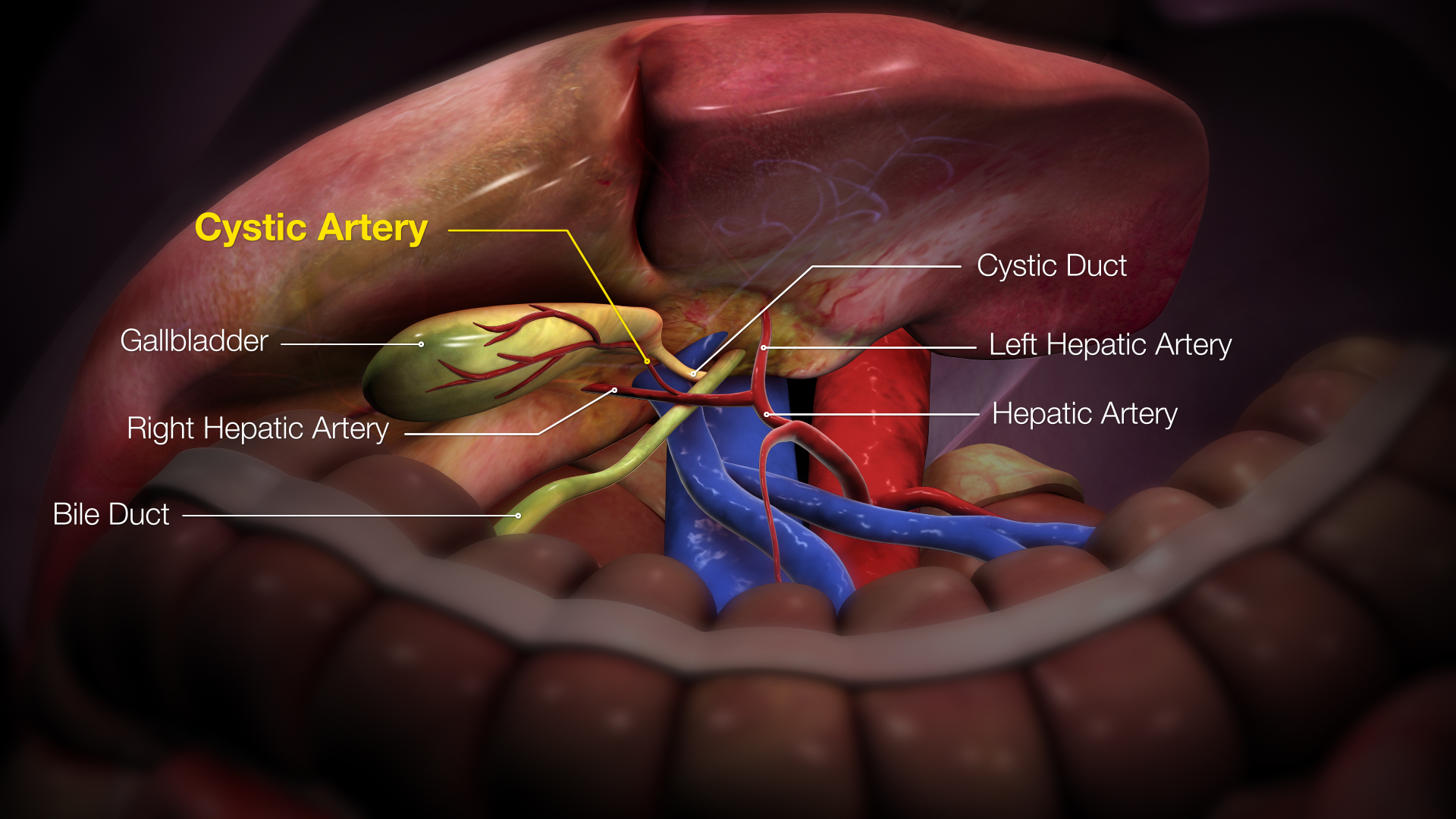
쓸개동맥의 3D 사진